# Росалнице
Росалнице (словен. Rosalnice) су насељено место у општини Метлика, регија Југоисточна Словенија, Словенија.

## Историја
До територијалне реорганизације у Словенији било је у саставу старе општине Метлика.

## Становништво
У попису становништва из 2011. године, Росалнице је имало 386 становника.
| Број становника према пописима | Број становника према пописима | Број становника према пописима |
| ------------------------------ | ------------------------------ | ------------------------------ |
| 1991                           | 2002                           | 2011                           |
| 324                            | 365                            | 386                            |

## Галерија
- најстарија од три готске цркве
- ходочасници код "Три фаре" 1931. године